# Węzeł podwójny zwykły

Węzeł zwykły podwójny

Węzeł podwójny zwykły – węzeł stosowany we wspinaczce i żeglarstwie m.in. jako tzw. bezpiecznik, czyli węzeł zabezpieczający inny węzeł przed rozwiązaniem.

## Zalety
- łatwy do zawiązania
- bezpieczny – praktycznie nie ma możliwości przypadkowego rozwiązania

## Wady
- zaciska się pod wpływem obciążenia i może być trudny do rozwiązania